# شموس الغجر (رواية)
شموس الغجر هي رواية صدرت عام 2000 على يد الكاتب حيدر حيدر.

## الشخصيات الرئيسية
- راوية.
- نذير.
- ماجد زهوان.

## الأحداث
تصور الرواية قصة شابة سورية تدعى «راوية» التي تتعايش مع حقيقة تحول أبيها من كونه يسارياً علمياً إلى شيعياً متعصب التفكير بعد إلقاء القبض عليه واحتجازه إلى أن يغير تفكيره ومعتقداته. تقع راوية في حب «ماجد زهوان»، الشاب الفلسطيني الغارق في همومه ومشاكله الخاصة.

## آراء حول الرواية
قام «عادل الأسطة» بتحرير مقال متحدثاً عن الرواية وبعد تفصيل أحداث الرواية، يبدي عادل رأيه بأن إختيار اسم «ماجد» كي يلعب شخصية الشاب الثوري لم يكن عشوائياً، بل كان تحية ل«ماجد أبو شرار» ذا الشخصية الثورية المعارضة. كما قامت الدكتورة «آلاء ياسين» بالمقارنة بين رواية شموس الغجر ورواية أشياء تتداعى وفي هذه المقارنة توصلت الدكتورة إلى إنشغال «رواية شموس الغجر للروائي السوري (حيدر حيدر) بإماطة اللثام عن قضية جوهرية إشكالية وهي العلاقة بين الأنا والآخر». كما أبدى «أنيس إبراهيم» رأيه في الرواية خلال إحدى مقالاته قائلاً أنه ليرتب أحداث الرواية ترتيباً زمنياً صحيحاً لتسهيل فهم أحداث القصة وللمساعدة بتوصيل الفكرة المراد فهمها بشكل أبسط حيث أن الأفكار المطروحة في الرواية تتطلب التفكير والتركيز والتعمق بها.